# 澤田治美
澤田 治美（さわだ はるみ、1946年10月 - ）は、日本の言語学者。関西外国語大学教授。島根県生まれ。1972年広島大学大学院英語学修士課程修了。福井大学専任講師、静岡大学助教授、学習院大学教授を経て、現職。1993年市河賞受賞。1994年「日英語の助動詞研究 重層的アプローチ」で関西外国語大学から博士（英語学）取得。

## 著書

### 単著
- 視点と主観性 日英語助動詞の分析 （ひつじ書房（日本語研究叢書） 1993年5月）
- Studies in English and Japanese auxiliaries―A multi‐stratal approach （ひつじ研究叢書 言語編 第6巻）（ひつじ書房 1995年2月）
- モダリティ （開拓社 2006年10月）
- 意味解釈の中のモダリティ（開拓社 2018年3月）

### 共編著
- 英語学入門 （安藤貞雄共編 開拓社 2001年11月）
- ことばの意味と使用 日英語のダイナミズム （高見健一共編 鳳書房 2010年12月）
- ひつじ意味論講座 第1巻 （ひつじ書房 2010年12月）

## 翻訳
- 現代意味論 （ジェフリー・リーチ 田中実、樋口昌幸共訳 研究社出版 1977年11月）
- 英語法助動詞の意味論 （ジェニファー・コーツ 研究社出版 1992年11月）
- ことばは世界とどうかかわるか 語用論入門 （ヤコブ・L・メイ 高司正夫共訳 ひつじ書房（言語学翻訳叢書） 1996年11月）
- 認知意味論の展開 語源学から語用論まで （Eve E. Sweetser 研究社出版 2000年11月）
- 世界言語百科 現用・危機・絶滅言語1000 ビジュアル版 （ピーター・K・オースティン 日本語版監修 柊風舎 2009年9月）